# Carson (Iowa)
Carson es una ciudad situada en el Condado de Pottawattamie, en el estado de Iowa, Estados Unidos. Según el censo de 2010 tenía una población de 812 habitantes.

## Geografía
Según la Oficina del Censo de los Estados Unidos, la localidad tiene un área total de 1,84 km², la totalidad de los cuales 1,84 km² corresponden a tierra firme.

## Demografía
Según el censo de 2010, había 812 personas residiendo en la localidad. La densidad de población era de 441,3 hab./km². Había 353 viviendas con una densidad media de 191,85 viviendas/km². El 98,77% de los habitantes eran blancos, el 0,25% amerindios, el 0,12% asiáticos y el 0,86% pertenecía a dos o más razas. El 2,34% de la población eran hispanos o latinos de cualquier raza.